# David Milch
David Sanford Milch (Buffalo, 23 marzo 1945) è un autore televisivo, sceneggiatore e produttore televisivo statunitense, creatore di numerose serie televisive tra cui NYPD - New York Police Department (co-ideata insieme a Steven Bochco), Deadwood e Luck.

## Biografia
Laureato all'Università Yale (dove è membro della stessa confraternita del futuro presidente degli Stati Uniti George W. Bush, la Delta Kappa Epsilon), inizia la sua carriera nel 1982, con la sceneggiatura di un episodio di Hill Street giorno e notte. Ottiene grande consensi di critica e di pubblico in particolare con le serie NYPD - New York Police Department (che crea insieme a Steven Bochco e produce per sette stagioni) e con Deadwood (che realizza, scrive e produce per tre stagioni). Nel 2012 è il turno di Luck serie ambientata sul mondo delle corse di cavalli che viene prematuramente interrotta per la morte di tre cavalli durante le riprese.

## Vita privata
David Milch è sposato con Rita Stern dal 1982. Hanno tre figli. Proprietario di cavalli purosangue, nel febbraio 2016 è stato reso noto dai media che il produttore è fortemente indebitato per avere scommesso ingenti somme di denaro alle corse di cavalli. È il padre della sceneggiatrice Olivia Milch. Nel 2015 gli è stata diagnosticata la Malattia di Alzheimer.

## Filmografia parziale
- Hill Street giorno e notte (1982-1987)
- Bay city blues (1983)
- Beverly Hills Buntz (1987–1988) (Co-creatore con Jeff Lewis)
- Capital News (1990) (Co-creatore con Christian Williams)
- L.A. Law (1992)
- Murder One (1995)
- NYPD - New York Police Department (1993–2005) (Co-creatore con Steven Bochco)
- Brooklyn South (1997–1998) (Co-creatore con Steven Bochco)
- Total Security (1997) (Co-creatore con Steven Bochco, Charles H. Eglee e Theresa Rebeck)
- Big Apple (2001) (Creatore)
- Deadwood (2004–2006) (Creatore)
- John from Cincinnati (2007) (Co-creatore con Kem Nunn)
- Last of the Ninth (2009)(Co-creatore con Bill Clark)
- Luck (2012) (Creatore)
- The Money (2013) (Creatore)

## Premi e riconoscimenti

### Primetime Emmy
- 1983 Migliore sceneggiatura serie TV drammatica per Hill Street giorno e notte, ep. Trial by fury
- 1995 Migliore serie TV drammatica per NYPD - New York Police Department
- 1997 Migliore sceneggiatura serie TV drammatica per NYPD - New York Police Department, ep. Where's Swaldo?
- 1998 Migliore sceneggiatura serie TV drammatica per NYPD - New York Police Department, ep. Lost Israel: Part 2

### Humanitas Prize
- 1983 Premio Categoria 60-minuti, per Hill Street giorno e notte
- 1994 Premio Categoria 60-minuti, per NYPD - New York Police Department
- 1999 Premio Categoria 90-minuti, per NYPD - New York Police Department

### Edgar Awards
- 1994 Miglior copione televisivo per l'episodio nella serie TV NYPD - New York Police Department, per 4B or not 4B
- 1995 Miglior copione televisivo per l'episodio nella serie TV NYPD - New York Police Department, per Simone Says (Il nuovo detective)

### Walf of Fame
- 2006 Stella per la televisione

### Writers Guild of America
- 1984 WGA award per Hill Street giorno e notte ep. Trial by Fury
- 1985 WGA award per Hill Street giorno e notte ep. Deaths by Kiki
- 1999 Laurel Award